# Championnat des Amériques de rugby à XIII
 (signalé en juillet 2025).
Si vous disposez d'ouvrages ou d'articles de référence ou si vous connaissez des sites web de qualité traitant du thème abordé ici, merci de compléter l'article en donnant les références utiles à sa vérifiabilité et en les liant à la section « Notes et références ».
- Archive Wikiwix
- Bing
- Cairn
- DuckDuckGo
- E. Universalis
- Gallica
- Google
- G. Books
- G. News
- G. Scholar
- Persée
- Qwant
- (zh) Baidu
- (ru) Yandex
- (wd) trouver des œuvres sur Wikidata

Le Championnat des Amériques de rugby à XIII, appelé Americas Rugby League Championship, met aux prises les meilleures nations du continent américain depuis 2016.

## Palmarès
| Édition | Champion   | Finaliste  | Troisième | Quatrième |
| ------- | ---------- | ---------- | --------- | --------- |
| 2016    | États-Unis | Canada     | Jamaïque  |           |
| 2017    | États-Unis | Jamaïque   | Canada    |           |
| 2018    | Jamaïque   | États-Unis | Canada    | Chili     |